# Хиндемит, Пауль
Па́уль Хи́ндемит (нем. Paul Hindemith; 16 ноября 1895, Ханау — 28 декабря 1963, Франкфурт-на-Майне) — немецкий композитор, альтист, скрипач, дирижёр, педагог и музыкальный теоретик.

## Биография
Хиндемит родился в городе Ханау в семье ремесленника и с девяти лет получал уроки игры на скрипке. В 1913 году окончил Франкфуртскую консерваторию Хоха по классам скрипки А. Ребнера и композиции Б. Зеклеса (до 1912 обучался у А. Мендельсона). Хиндемит достиг больших успехов как скрипач, и в 1915 году ему было предложено место концертмейстера в оркестре Франкфуртской оперы, где он и играл до 1923 года. Одновременно с 1915 года он играл вторую скрипку в струнном квартете своего наставника Адольфа Ребнера, а в 1919 году по собственному решению перешёл в составе этого же коллектива на альт. В 1921 году, недовольный более консервативными вкусами Ребнера, вместе с виолончелистом Маурицем Франком перешёл в новосозданный квартет Ликко Амара; этот коллектив много гастролировал по Европе (в том числе, в 1927 в СССР) и просуществовал до 1929 года.
В 1922 году несколько сочинений Хиндемита впервые были исполнены на Всемирных днях музыки в Зальцбурге и привлекли внимание общественности. На следующий год он приступил к обязанностям организатора Фестиваля современной музыки в Донауэшинген, где он продвигал сочинения ведущих авангардных композиторов эпохи начиная с Арнольда Шёнберга и Антона Веберна, а альтовый репертуар (в частности, сонату Артюра Онеггера) исполнял сам. В 1927 году Хиндемита пригласили преподавать композицию в Берлинской Высшей школе музыки. В 1930-е годы Хиндемит посетил Каир и Анкару, неоднократно бывал с гастролями в США, где имел большой успех как альтист.
Отношения Хиндемита с нацистским режимом были сложными. Его музыка вызывала противоречивые чувства: нацистская критика относила её к «культурбольшевизму» и «дегенеративному искусству» (в основном это относилось к ранним сочинениям композитора, таким как опера «Святая Сусанна»), а 6 декабря 1934 года министр пропаганды Йозеф Геббельс в своей речи публично назвал Хиндемита «атональным шумовиком» (нем. atonaler Geräuschemacher). Другие придерживались мнения, что образ Хиндемита как нового современного композитора (к тому времени уже перешедшего к более традиционным методам сочинения) может продвигать Германию в глазах мировой общественности. Эта позиция заявлена в письме Вильгельма Фуртвенглера в защиту Хиндемита, опубликованном в 1934 году. Дискуссия вокруг статуса Хиндемита продолжалась в течение нескольких лет, и в конце концов он в 1938 году переехал в Швейцарию.
В 1935 году во время визита Хиндемита в Анкару Мустафа Кемаль Ататюрк обратился к нему с просьбой предложить план реорганизации системы музыкального образования в Турции и подготовить материал для «Универсальной образовательной программы турецкой полифонической музыки» для всех музыкальных заведений. Хиндемит успешно справился с этой задачей. Существует мнение, что этот проект поддерживался нацистским режимом для внедрения немецких взглядов на музыку (сам Хиндемит говорил, что чувствует себя послом немецкой культуры). Хиндемит решил не оставаться в Турции на длительное время, как это сделали многие другие эмигранты. Тем не менее он оказал огромное влияние на развитие музыкальной жизни в этой стране. Во многом именно благодаря его усилиям в Анкаре была открыта консерватория. До сих пор турецкие музыканты помнят и уважают Хиндемита.
В 1940 году Хиндемит перебрался в США. К этому же периоду относится начало разработки его собственного музыкального языка и педагогической системы. По мнению музыкальных критиков (в частности, Эрнеста Ансерме), сочинения Хиндемита этого времени находятся под явным влиянием его собственной теории. Педагогическую деятельность в США Хиндемит вёл в Йельском университете, а также в Гарварде (на основе курса своих лекций он впоследствии создал книгу «Мир композитора»). После окончания Второй мировой войны обсуждалась идея приглашения Хиндемита на пост директора Гамбургской высшей школы музыки. В 1946 году Хиндемит получил гражданство США, однако в 1953 году вернулся в Европу и поселился в Цюрихе, где преподавал в университете. В это время он делает многочисленные записи в качестве дирижёра, в основном своих собственных сочинений.
Хиндемит умер в 1963 году во Франкфурте-на-Майне от острого панкреатита.

## Музыка
Хиндемит — один из крупнейших немецких композиторов своего времени. Глубоко откликаясь на современную эпоху, Хиндемит искал внесубъективных форм выражения этого отклика и держался в стороне от музыкальной моды, в том числе — от додекафонии. Его ранние работы написаны в позднеромантическом стиле, в дальнейшем композитор обращается к экспрессионистской манере сочинения, отчасти в стиле раннего Арнольда Шёнберга, а в 1920-е годы — к сложному контрапунктическому стилю. Часто этот период в творчестве Хиндемита называют «неоклассическим», но его сочинения этого времени сильно отличаются от работ Стравинского, по отношению к которому обычно применяется этот термин. Манера письма Хиндемита скорее приближается к контрапунктическому языку Баха, чем к ясности классицизма Моцарта.
Этот новый стиль прослеживается в серии работ под названием «Kammermusik» (камерная музыка), создававшихся в период с 1922 по 1927 год. Каждая из этих пьес написана для небольшого инструментального ансамбля, часто необычного по составу (например, Kammermusik № 6 — это концерт для виолы д’амур — инструмента эпохи барокко и раннего классицизма. Надо сказать, что сам Хиндемит прекрасно владел этим инструментом). В течение своей творческой карьеры Хиндемит неоднократно обращался к нестандартным составам, например, в 1949 году он написал сонату для контрабаса и фортепиано.
В 1930-е годы Хиндемит от камерной музыки переходит к сочинениям для большого оркестра. В 1933—1935 годы он пишет одну из своих самых известных опер — «Художник Матис», в основе сюжета которой — жизнь художника Маттиаса Грюневальда. Эта опера пользуется большим уважением среди музыкантов, но, как и большинство других опер XX века, редко ставится на сцене. (Одна из постановок была осуществлена в 1995 году Нью-Йоркским оперным театром). В этой опере Хиндемит попытался объединить неоклассицизм ранних работ и народную музыку. В дальнейшем музыку из оперы «Художник Матис» Хиндемит использовал в одноимённой симфонии, которая стала одним из самых известных сочинений композитора.
Подобно Курту Вейлю и Эрнсту Кшенеку, Хиндемит обращался к так называемой «публичной» музыке (нем. Gebrauchsmusik) — музыке, предназначенной отразить какое-либо политическое или социальное событие, часто написанной для исполнения любителями. Один из известных примеров такого сочинения в творчестве Хиндемита — «Траурная музыка» (Trauermusik), написанная в 1936 году. Хиндемит готовился к концерту на BBC, когда узнал о смерти английского короля Георга V. Буквально за несколько часов композитор написал по этому поводу небольшую пьесу для альта и струнных и исполнил её в тот же день.
Возможно, самое известное и часто исполняемое оркестровое произведение Хиндемита — «Симфонические метаморфозы тем Вебера», написанные в 1943 году. В этом сочинении композитор использовал темы из фортепианной музыки Карла Марии фон Вебера и переработал их так, что каждая часть произведения оказывается основанной на одной теме.
В 1951 году Хиндемит сочиняет «Симфонию си-бемоль мажор» для духового оркестра. Она была написана для исполнения американским духовым оркестром «Pershing’s Own». 5 апреля того же года состоялась премьера симфонии в исполнении этого оркестра под управлением самого Хиндемита. Это сочинение — образец «позднего», строго контрапунктического периода творчества Хиндемита. «Симфония си-бемоль мажор» — одно из основных произведений в репертуаре духовых оркестров и по сей день.

## Основные сочинения
Полный список произведений Хиндемита доступен по ссылке .

### Оперы
- «Убийца, надежда женщин» (Morder, Hoffnung der Frauen; 1919, по драме О. Кокошки)
- «Нуш-Нуши» (Das Nusch-Nuschi; 1920)
- «Святая Сусанна» (Sancta Susanna; 1921)
- «Новости дня» (Neues vom Tage; 1928—1929, вторая редакция 1953—1954)
- «Художник Матис» (Mathis der Maler; 1934—1935)
- «Кардильяк» (Cardillac; 1926, вторая редакция 1952, третья — 1961, по новелле Э. Т. А. Гофмана)
- «Гармония мира» (Die Harmonie der Welt; 1956—1957, о жизни И. Кеплера)
- «Долгий рождественский ужин» (The Long Christmas Dinner; 1960—1961, либретто Т. Уайлдера)

### Балеты
- «Демон» (1922)
- «Достославнейшее видение» (Nobilissima Visione, для Леонида Мясина; 1938)
- «Иродиада» (1944).

### Сочинения для оркестра
- Концерт для оркестра, ор. 38 (1925)
- Концертная музыка для струнных и медных («Бостонская симфония»), ор. 50 (1930)
- Филармонический концерт (Вариации для оркестра; 1932)
- Симфония «Художник Матис» по одноимённой опере (1933—1934)
- Симфония ми-бемоль мажор (1940)
- «Симфонические метаморфозы тем Вебера» (1943)
- «Весенняя симфония» (1946)
- Симфониетта ми мажор (1949)
- Симфония «Гармония мира» по одноимённой опере (1951)
- Симфония си-бемоль мажор для духового оркестра (1951)
- «Питтсбургская симфония» (1958)
- Пять пьес для струнного оркестра

### Сочинения для солирующих инструментов с оркестром
- «Концертная музыка» для фортепиано, медных и арфы, соч. 49 (1930)
- Концерт для фортепиано с оркестром (1945)
- Концерт для скрипки с оркестром (1939)
- Траурная музыка для альта и струнных (1936)
- «Der Schwanendreher»[7]. Концерт на темы старинных народных песен для альта с оркестром (1935)
- Концерт для виолончели с оркестром (1940)
- Концерт для кларнета с оркестром (1947)
- Концерт для валторны с оркестром (1949)
- Концерт для органа с оркестром (1962)
- Концерт для трубы, фагота и струнных (1949)
- «Четыре темперамента» — цикл для фортепиано и камерного оркестра

### Камерные ансамбли
- Квартет для кларнета, скрипки, виолончели и фортепиано
- Семь струнных квартетов

1. in C (1915)
2. in f (1918)
3. in C (1920)
4. (1921)
5. (1923)
6. in Es (1943)
7. in Es (1945)

- Два струнных трио
- Трио для геккельфона, альта и фортепиано
- Квинтет для деревянных духовых
- Септет для духовых
- Октет для духовых и струнных
- Восемь пьес для струнного квартета и контрабаса (1927)

### Инструментальные сочинения
- Скрипка и фортепиано
  - Соната № 1 ми бемоль мажор, соч. 11, № 1 (1918)
  - Соната № 2 ре мажор, соч. 11, № 2 (1918)
  - Соната № 3 ми мажор (1935)
  - Соната № 4 до мажор (1939)
- Скрипка соло
  - Соната № 1, соч. 31, № 1 (1924)
  - Соната № 2, соч. 31, № 2 (1924)
- Альт и фортепиано
  - Соната № 1 фа мажор, соч. 11, № 4 (1919)
  - Соната № 2, соч. 25, № 4 (1922)
  - Соната № 3 (1939)
- Альт соло
  - Соната № 1, соч. 11 № 5 (1919)
  - Соната № 2, соч. 25 № 1 (1922)
  - Соната № 3, соч. 31 № 4 (1923)
  - Соната № 4 (1937)
- Виолончель и фортепиано
  - Соната № 1, соч. 11, № 5 (1919)
  - Соната № 2 (1948)
  - Три пьесы, соч. 8 (1917)
- Виолончель соло
  - Соната, соч. 25, № 3 (1923)
- Соната для контрабаса и фортепиано (1949)
- Духовые инструменты
  - Каноническая сонатина для двух флейт, соч.31, № 3 (1923)
  - Соната для флейты и фортепиано (1936)
  - Восемь пьес для флейты соло (1927)
  - Концертштюк для двух альт-саксофонов (1933)
  - Соната для гобоя и фортепиано (1938)
  - Соната для кларнета и фортепиано (1939)
  - Соната для фагота и фортепиано (1938)
  - Соната для трубы и фортепиано (1939)
  - Соната для валторны и фортепиано (1939)
  - Соната для английского рожка и фортепиано (1941)
  - Соната для тромбона и фортепиано (1941)
  - Соната для альтовой валторны (или альтового саксофона) и фортепиано (1943)
  - Соната для четырёх валторн (1952)
  - Соната для тубы и фортепиано (1955)
- Арфа
  - Соната для арфы (1939)
- Виола д'амур
  - Маленькая соната для виолы д’амур и фортепиано, соч. 25, № 2 (1922)

### Сочинения для фортепиано
- Сюита "1922" (1922)
- Соната № 1 (1936)
- Соната № 2 (1936)
- Соната № 3 (1936)
- Соната в четыре руки (1938)
- Соната для двух фортепиано (1942)
- Ludus tonalis (1942)
- Танцевальные пьесы

### Сочинения для органа
- Соната № 1 (1937)
- Соната № 2 (1937)
- Соната № 3 (на народные темы)(1940)

## Книги по теории
- Unterweisung im Tonsatz. Theoretischer Teil (Teil 1). Mainz: Schott, 1937.
- A concentrated course in traditional harmony; with emphasis on exercises and a minimum of rules. New York: Associated Music Publishers, 1944
- Elementary training for musicians. New York: Associated music publishers, inc., 1946
- A composer’s world, horizons and limitations. Cambridge: Harvard UP, 1952

## Признание
Премия Бальцана (1962).